# 伊萨克·泽连斯基
伊萨克·阿布拉莫维奇·泽连斯基（羅馬化：Isaak Abramovich Zelenskiy；1890年6月10日（格里历：6月22日）—1938年3月15日），苏联犹太裔党和国家领导人。他是苏联共产党中央委员会书记处书记、联共（布）莫斯科市委第一书记、乌兹别克共产党中央委员会第一书记。1938年，在第三次莫斯科审判中被定为“右派-托派反苏联盟”遭到枪决。1959年，平反并恢复党籍。

## 生平
- 1890年6月10日（格里历：6月22日）出生于沙俄萨拉托夫的犹太人家庭，父亲是一名裁缝。小学毕业后在当地一家制帽工厂工作。也曾做过文员，印刷厂工人。1906年加入俄国社会民主工党（布）。
- 1907年-1915年，俄国社会民主工党萨拉托夫市委委员。曾前往奥伦堡，奔萨，萨马拉，察里津和莫斯科进行宣传工作。其间多次被捕，流放。
- 1915年-1916年12月，被捕，流放伊尔库茨克，后逃脱。
- 1917年11月-1918年8月，莫斯科市巴斯曼区苏维埃主席。十月革命期间，作为布尔什维克武装部队的成员参与莫斯科的夺权战斗。
- 1918年-1920年，莫斯科食品人民委员，苏俄人民食品委员会委员。监督管理莫斯科地区的面包采购和粮食工作。
- 1920年5月-1921年4月，俄共（布）莫斯科州委执行委员会书记，苏俄人民食品委员会委员。1921年1月-1921年4月，莫斯科市苏维埃主席团事务负责人。
- 1921年4月-1924年9月，联共（布）莫斯科市市委书记。
- 1924年11月-1931年，塔什干联共（布）中亚局书记，联共（布）中亚局主席。负责中亚地区民族识别和行政区划划分工作。其间，1925年8月-9月，突厥斯坦革命军事委员会成员[2]。
- 1929年6月-12月，乌兹别克共产党（布）中央第一书记。
- 1929年6月-1931年1月，乌共（布）中央书记处书记。
- 1931年2月-1937年8月，苏联消费合作社中央联盟主席。
- 1937年8月，被捕。被指控参与右派-托派反苏联盟，开除党籍。
- 1938年3月13日，苏联最高法院军事审判庭宣判死刑。3月15日，于莫斯科科穆纳尔卡射击场执行。终年47岁。
- 1959年6月15日平反。7月3日，恢复党籍。

泽连斯基是俄共（布）10-13大，联共（布）14-17大代表，第13-17次代表会议代表，第10届中央候补委员，第11-17届中央委员，第11-12届中央组织局候补委员，第13届中央组织局委员，第12届中央书记处候补书记，第13届中央书记处书记。

## 纪念
- 泽连斯克，乌兹别克斯坦城市阿萨卡于1924年-1937年的旧称。